# Staatsmeisterschaft von Tocantins

Federação Tocantinense de Futebol

Die Staatsmeisterschaft von Tocantins, auch Campeonato Tocantinense genannt, ist die jüngste der Fußballmeisterschaften der Bundesstaaten von Brasilien. Nachdem das rund 1,4 Millionen Einwohner zählende Tocantins 1988 vom Bundesstaat Goiás 1988 als eigenständiger Staat abgetrennt wurde, dauerte es bis 1993, als dort der Fußball professionalisiert wurde und erstmals ein Staatswettbewerb durch die im selben Jahr gegründete Federação Tocantinense de Futebol (FTF) abgehalten wurde. Die erste Meisterschaft begann am 3. April 1993 mit dem Spiel von Tocantinópolis EC gegen Miracema EC, welches die Hausherren mit 4:1 gewannen. Die Mannschaft aus Tocantinópolis sollte sich die erste Meisterschaft sichern, während der Verein aus Miracema do Tocantins letzter wurde – allerdings gab in jener Saison noch keinen Abstieg.
Seit 2000 sicherte sich der 1997 gegründete Palmas FR aus der gleichnamigen, rund 200.000 zählenden Staatshauptstadt eine gewisse Vorherrschaft und ist mit mittlerweile sieben Titeln der Rekordmeister des Staates. Mit zehn verschiedenen Vereinen, die seit 1993 zu Meisterschaftsehren kamen, ist der Wettbewerb in diesem Staat allerdings wohl offener als in allen anderen Bundesstaaten.
Im Jahr 1997, als der Gurupi EC der erste erfolgreiche Titelverteidiger des Staates wurde, gelang dem Tocantins EC aus Miracema do Tocantins ein einsamer Rekord: Er schloss die Meisterschaft nicht nur punkt-, sondern auch torlos ab.

## Die Meister
|                                         |          | 0 |
| Rekordmeister: Palmas Futebol e Regatas | 8 Titel: | Palmas Futebol e Regatas (Palmas) |
| Rekordmeister: Palmas Futebol e Regatas | 6 Titel: | Gurupi Esporte Clube (Gurupi) Tocantinópolis EC |
| Rekordmeister: Palmas Futebol e Regatas | 4 Titel: | Interporto FC (Porto Nacional) |
| Rekordmeister: Palmas Futebol e Regatas | 3 Titel: | União AC (Araguaína) |
| Rekordmeister: Palmas Futebol e Regatas | 2 Titel: | Araguaína Futebol e Regatas (Araguaína) |
| Rekordmeister: Palmas Futebol e Regatas | 1 Titel: | Associação Atlética Alvorada (Alvorada) Colinas Esporte Clube (Colinas do Tocantins) Intercap Esporte Clube (Paraíso) Tocantins Futebol Clube (Palmas) |

## Chronologie der Meister
| Jahr | 0                 | Meister               | 0 | Vizemeister |
|      |                   |                       |   |             |
| 2025 | União AC          | Araguaína FR          |   |             |
| 2024 | União AC          | Tocantinópolis EC     |   |             |
| 2023 | Tocantinópolis EC | Capital FC            |   |             |
| 2022 | Tocantinópolis EC | Interporto FC         |   |             |
| 2021 | Tocantinópolis EC | Araguacema FC         |   |             |
| 2020 | Palmas FR         | Tocantinópolis EC     |   |             |
| 2019 | Palmas FR         | Tocantinópolis EC     |   |             |
| 2018 | Palmas FR         | Gurupi EC             |   |             |
| 2017 | Interporto FC     | SD Sparta             |   |             |
| 2016 | Gurupi EC         | Tocantins EC          |   |             |
| 2015 | Tocantinópolis EC | Interporto FC         |   |             |
| 2014 | Interporto FC     | Tocantinópolis EC     |   |             |
| 2013 | Interporto FC     | Gurupi EC             |   |             |
| 2012 | Gurupi EC         | Tocantinópolis EC     |   |             |
| 2011 | Gurupi EC         | Interporto FC         |   |             |
| 2010 | Gurupi EC         | Araguaína FR          |   |             |
| 2009 | Araguaína FR      | Palmas FR             |   |             |
| 2008 | Tocantins FC      | Gurupi EC             |   |             |
| 2007 | Palmas FR         | Araguaína FR          |   |             |
| 2006 | Araguaína FR      | Tocantinópolis EC     |   |             |
| 2005 | Colinas EC        | Araguaína FR          |   |             |
| 2004 | Palmas FR         | Araguaína FR          |   |             |
| 2003 | Palmas FR         | Gurupi EC             |   |             |
| 2002 | Tocantinópolis EC | Palmas FR             |   |             |
| 2001 | Palmas FR         | Tocantinópolis EC     |   |             |
| 2000 | Palmas FR         | Interporto FC         |   |             |
| 1999 | Interporto FC     | Tocantinópolis EC     |   |             |
| 1998 | AA Alvorada       | Palmas FR             |   |             |
| 1997 | Gurupi EC         | Interporto FC         |   |             |
| 1996 | Gurupi EC         | Kaburé EC             |   |             |
| 1995 | Intercap EC       | Gurupi EC             |   |             |
| 1994 | União AC          | Tocantins de Miracema |   |             |
| 1993 | Tocantinópolis EC | Intercap EC           |   |             |